# حشره‌خوار میندانائو
 حشره‌خوار میندانائو (نام علمی: Crocidura beatus) نام یک گونه از سرده حشره‌خوارهای دندان‌سفید است.